# Ристоя, Аулики
Аулики Ристоя (фин. Aulikki Ristoja, также Ристоя-Лехтимяки (фин. Ristoja-Lehtimäki); род. 2 января 1949) — финская шахматистка, международный мастер среди женщин по переписке (1998). Трёхкратная победительница чемпионата Финляндии по шахматам среди женщин (1979, 1988, 2000).

## Биография
На чемпионатах Финляндии по шахматам среди женщин завоевала три золотые (1979, 1988, 2000), пять серебряных (1976, 1981 (дележ), 1983, 1987, 1997 (делёж)) и четыре бронзовые (1978, 1980, 1985, 1999) медали.
Представляла сборную Финляндии на пяти шахматных олимпиадах (1976—1978, 1982, 1988, 2000), а в 1988 году была лидером команды.
Аулики Ристоя стала первой финской шахматисткой, которой было присвоено звание международного мастера среди женщин по переписке (LIMC, 1998). Она также была первой финской шахматисткой, которая приняла участие в финале чемпионата мира по переписке среди женщин. В финале 6-го чемпионата мира (2000—2005) по переписке она заняла 11-е место.
Она была замуж с чемпионом шахматов Томасом Ристой(1949−2023).

## Книги
- Ristoja, Aulikki; Ristoja, Thomas (1995). Perusteet. Shakki (на финском). ISBN 951-0-20505-2.